# Rezolucja Rady Bezpieczeństwa ONZ nr 1684
Rezolucja Rady Bezpieczeństwa ONZ nr 1684 została uchwalona 13 czerwca 2006 podczas 5455. posiedzenia Rady.
Rada postanawia przedłużyć do dnia 31 grudnia 2008 kadencję następujących sędziów Międzynarodowego Trybunału Karnego dla Rwandy:
- Charles M.D. Byron ( Saint Kitts i Nevis)
- Asoka de Silva ( Sri Lanka)
- Siergiej Egorow ( Rosja)
- Mehmet Güney ( Turcja)
- Khalida Rachid Khan ( Pakistan)
- Erik Møse ( Norwegia)
- Arlete Ramoroson ( Madagaskar)
- Jai Ram Reddy ( Fidżi)
- William Hussein Sekule ( Tanzania)
- Andresa Vaz ( Senegal)
- Ines M. Weinberg de Roca ( Argentyna)